# Lesní terapie

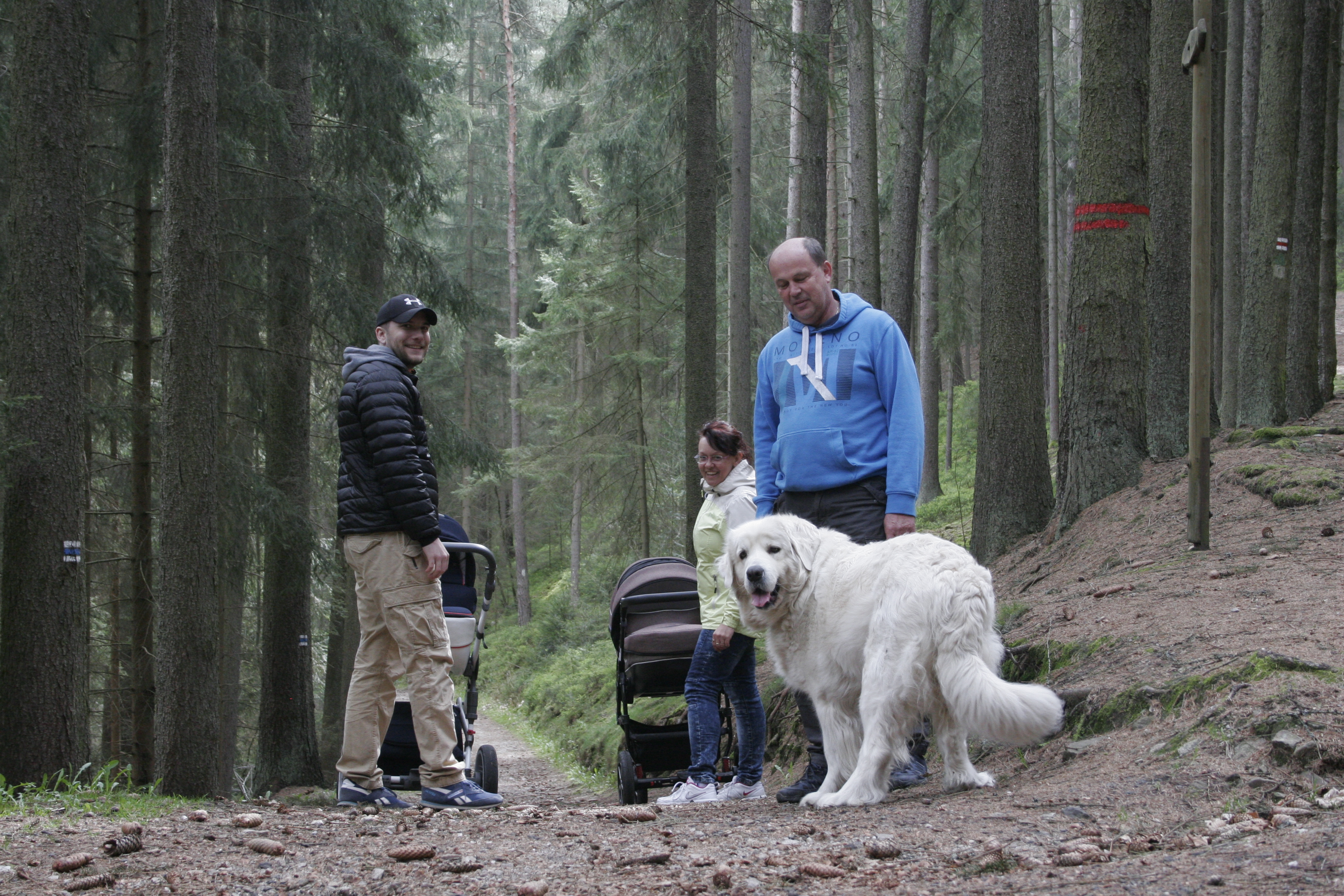
Lesní terapie (ilustrační foto)

Lesní terapie (též terapie lesem nebo terapie v lese, japonsky šinrin-joku) je označení moderního trendu pro trávení času v lese pro zlepšení fyzické i psychické pohody. Tento trend vychází z předpokladu, že zeleň, speciálně ta lesní, má pozitivní vliv na lidské zdraví, a dopřejí-li si v ní lidé častější pobyt, budou méně nemocní, šťastnější a pohodovější. Termín "lesní terapie" v současné době zastřešuje více způsobů pro kultivaci zdraví a vztahu s přírodou a zejména mimo Japonsko neexistuje jeden kodifikovaný model. Jedním z přístupů, vycházející z japonského umění šinrin-joku a doplňující jej o další aspekty vztahu člověka a přírody, je metodika asociace ANFT, působící zejména v USA a Evropě.
Mezi techniky lesní terapie patří např. objímání stromů, chození naboso po trávě nebo pouhé vědomé a intenzivní dýchání čistého lesního vzduchu. Lesní terapie údajně prokazatelně napomáhá snížení stresu a krevního tlaku, zlepšuje funkci imunitního systému, snižuje nebezpečí nemocí dýchacích cest, alergií a kardiovaskulárních onemocnění, podporuje prospěšné bakterie ve střevech, má pozivitní vliv na léčbu duševních poruch, jako jsou deprese nebo úzkosti, včetně psycho-vývojových poruch u dětí atd. Prostřednictvím zlepšení vitality a nálady člověku pobyt v lese celkově zprostředkovává šanci znovu se napojit na sílu přírody a tím zažehnat riziko propuknutí civilizačních onemocnění ze stresu, jako je např. syndrom vyhoření apod.
Obecně jde o takový způsob trávení času v lese či přírodě, který vede k lepšímu zdraví, štěstí a “well-beingu” díky využití různých lidských smyslů pro zaměření pozornosti na okolní přírodu a výrazné zpomalení. Pro tento účel se využívají různé aktivity, které otevírají toto oboustranně prospěšné propojení s přírodou. Může jít o zrakový, sluchový, hmatový aj. kontakt a někdy i komunikaci s bytostmi a objekty v lese – konkrétních způsobů těchto propojení je potenciálně nekonečně mnoho a vždy se přizpůsobují aktuálnímu místu, situaci a účastníkům terapie. 
Abychom lépe popsali lesní terapii, můžeme také uvést, co jí není. Rozhodně nejde o fyzické cvičení – obvykle se ujde jen velmi krátká vzdálenost, např. pár set metrů. Některé “procházky” se mohou odehrát víceméně na jednom místě. Jde tedy o aktivitu vhodnou i pro osoby se sníženou pohyblivostí, seniory apod.
Nejde také o meditaci, i když některé aktivity lesní terapie mají blízko k praxi všímavosti (mindfulness), a pokud jsou účastníci lesní terapie zvyklí ji v životě používat, bude to pro ně výhodou. Přesto to není podmínkou.
Je důležité zdůraznit, že lesní terapie není ani např. ezoterická záležitost – jde o vědecky podloženou metodu, jejíž výsledky potvrzuje samostatný výzkum. Její základy stojí na japonské metodě tzv. lesní koupele (Šinrin-joku), které jsou výsledkem vědeckých projektů japonské vlády z 80. let minulého století. Přesun tehdejší společnosti na znalostní ekonomiku a život ve městech vedly k nárůstu civilizačních chorob a jedním z výzkumných záměrů bylo zjistit, jestli by ke zlepšení zdraví obyvatel nemohlo vést jejich opětovné větší vystavení přírodnímu prostředí.
Výsledky byly překvapivé – zjistilo se např., že již po pár hodinách v lese klesá u pokusných osob výrazným způsobem hladina stresových hormonů, stoupá prospěšná aktivita imunitního systému, aktivizuje se parasympatický nervový systém (odpovědný za snižování stresu a relaxaci) atd.  Jednou z příčin je fakt, že lidský imunitní systém reaguje na tzv. fytoncidy, chemické látky, které vylučuje do vzduchu většina stromů, keřů a některých dalších rostlin. Slouží jim jako obranný a komunikační prostředek a z určitých evolučních důvodů mu “rozumí” i lidské tělo. Odtud tedy význam “lesní koupele” v těchto prospěšných částicích (tj. ne nutně ve vodě).
Shinrin-joku se od té doby stalo předmětem dalšího výzkumu a pro své zdravotní přínosy se stalo součástí veřejného zdravotního systému především v asijských zemích.